# Michel Struthoff
Pour les articles homonymes, voir Struthoff.
Michel Struthoff né le 19 avril 2003, est un joueur allemand de hockey sur gazon. Il évolue au poste de milieu de terrain au Uhlenhorster HC et avec l'équipe nationale allemande.

## Carrière
Il a débuté en équipe première le 14 avril 2022 contre l'Inde à Bhubaneswar lors de la Ligue professionnelle 2021-2022.

## Palmarès
- : 2e à la Coupe du monde U21 en 2021